# Marcipa bernardii
Marcipa bernardii är en fjärilsart som beskrevs av Pierre Joseph Pelletier 1974. Marcipa bernardii ingår i släktet Marcipa och familjen nattflyn. Inga underarter finns listade i Catalogue of Life.